# 平成噺し座
平成噺し座（へいせいはなしざ）は、株式会社夢空間が主催する落語会の1つ。2006年1月にスタートした。2008年8月で13回目の開催。出演メンバーは、東西、一門、所属事務所を問わず、伸びが期待できる新進二つ目の落語家である。メンバーは不定であり、評判が良ければレギュラーとして連続出演がかなう。メンバーは、二つ目身分に限定され、真打昇進すれば“卒業”（＝脱退）となる。

## 現メンバー
- 桂三木助
- 立川こしら
- 立川志ら乃（志らく門下、1998年（平成10年）入門）
- 立川晴の輔（志の輔門下、1997年（平成9年）入門、旧高座名：志の吉）
- 三遊亭王楽

## “卒業”したメンバー
- 桂吉坊
- 神田ひまわり（講談師）
- 林家木久蔵 (2代目)
- 柳家三三

## イベント
「大門寄席　平成噺し座」と題して、夢空間主催、会場：文化放送メディアプラスホール（文化放送ビル12階）にて定期的に落語会を開催している。“目付け役”として野末陳平がスーパバイザーとして共演する。野末は立川談志の親友である。

### 過去の記録
- 「平成噺し座　其の一 師匠の十八番」（2006年1月13日（金））
  - 林家きくお「おしの釣」
  - 立川志の吉「初音の鼓」
  - 立川こしら「時そば」
  - 神田ひまわり「海賊退治」
  - 三遊亭王楽「野ざらし」
  - 立川志ら乃「粗忽長屋」
  - 柳家三三「短命」
  - 柳家初花「初天神」
- 「平成噺し座　其の二 三三 真打ちおめでとう」 （2006年3月8日（水））
  - 立川志の吉「火焔太鼓」
  - 桂吉坊「厄払い」
  - 柳家初花「やかん」
  - 柳家三三「三方一両損」
- 「平成噺し座　其の三 とにかく客を笑わせろ」（2006年5月2日（火））
  - 立川こしら「巌流島」
  - 神田ひまわり「堀部安兵衛」
  - 林家きくお「たいこ腹」
  - 三遊亭王楽「新聞記事」
  - 立川志ら乃「天災」
- 「平成噺し座　其の四 夏の夜のさむーい噺」（2006年8月9日（水））
  - 桂吉坊「蛇含草」
  - 立川志ら乃「星野屋」
  - 柳家初花「ろくろ首」
  - 三遊亭王楽「不動坊」
- 「平成噺し座　其の五 はらへった」（2006年10月7日（土））
  - 神田ひまわり「徂徠豆腐」
  - 立川こしら「寿限無」
  - 桂吉坊「蔵丁稚」
  - 林家きくお「お伽村」
- 「平成噺し座　其の六 こいつは春から縁起がいいや」（2007年1月18日（木））
  - 林家きくお「牛ほめ」
  - 立川志の吉「松竹梅」
  - 立川志ら乃「大工調べ」
  - 柳家初花「浮世床」
  - 三遊亭王楽「お花半七」
- 「平成噺し座　其の七 春眠値千金」（2007年3月18日（日））